# Journal of Roman Archaeology
El Journal of Roman Archaeology és una revista acadèmica avaluada per experts sobre l'arqueologia de l'antiga Roma. Fou fundada el 1988 sota la direcció de l'editor i editor en cap J. H. Humphrey. La revista, publicada originalment pel Departament d'Estudis Clàssics de la Universitat de Michigan, tingué una acollida favorable. Ha estat publicada per Cambridge University Press des del 2021. És considerada la revista acadèmica preeminent en el camp de l'arqueologia romana i el 2023 fou classificat en quart lloc entre les revistes d'estudis clàssics el 2023.
És una revista internacional que publica contribucions en anglès, francès, alemany, italià i castellà. Se centra en articles de síntesi i revisions llargues. Tres anys després del seu llançament el 1988 ja era vist com una publicació clau per a tots els arqueòlegs romans, excepte «els que tinguin interessos realment limitats».
Abasta Itàlia i la resta del món romà des del 700 aC fins al 700 dC, aproximadament. Exclou la prehistòria, però inclou el període etrusc. Abraça tota la Mediterrània, sense privilegiar cap regió en particular.
El 2020, Cambridge University Press anuncià que Jennifer Trimble, de la Universitat Stanford, assumiria el càrrec d'editora sènior a partir del volum 34. El 2022 fou rellevada per Greg Woolf el 2022.